# 15338 Dufault
15338 Dufault eller 1994 AZ4 är en asteroid i huvudbältet som upptäcktes den 5 januari 1994 av Spacewatch vid Kitt Peak-observatoriet. Den är uppkallad efter Michele Dufault.
Asteroiden har en diameter på ungefär 4 kilometer.